# Зайдлиц (линеен крайцер, 1912)
Вижте пояснителната страница за други значения на Зайдлиц.
Зайдлиц (на немски: SMS Seydlitz) е линеен крайцер на Германския императорски военноморски флот от Първата световна война.
Той е последващо развитие на линейните крайцери типа „Молтке“. В сравнение с тях има същото въоръжение от десет 280-мм оръдия и проектна максимална скорост на хода от 26,5 възела. За сметка на увеличаването на нормалната водоизместимост с 2000 тона получава по-силно брониране (дебелината на главния брониран пояс е увеличена до 300 мм). В сравнение с британските линейни крайцери от онова време – типовете „Индифатигъбъл“ и „Лайън“ има по-слабо въоръжение, по-силно брониране и добра противоминна защита. Отличията са обусловени основно с това, че немските инженери считат своите оръдия за по-съвършени и за това техните кораби в сравнение с британските могат да имат по-малък калибър на главната артилерия при същата ефективност. Също, за разлика от британските крайцери, създавани основно за борба с крайцерите на противника, немските крайцери, поради по-малкият брой на германския флот, се създават в т.ч. за линеен бой между главните сили на британския и германския флотове и за това имат защита, сравнима с британските линкори.
„Зайдлиц“ влиза в строй на 22 май 1913 г. и заедно с другите германски линейни крайцери служи в състава на 1-ва разузнавателна група. Взема участие практически във всички големи операции на германския Флот на откритото море и почти през цялата война е флагмански кораб на командващия групата контраадмирал Франц фон Хипер. Крайцерът получава известност благодарение на изключителната си живучест, проявена по време на Ютландското сражение 31 май – 1 юни 1916 г. По време на боя корабът получава едно торпедно попадение и 19 попадения на тежки снаряди. Приема в корпуса около 5300 тона вода (21% от водоизместимостта) и на третия ден след боя (4 юни) съумява да се върне в базата, благодарение на безподобна борба на екипажа за живучестта на кораба.
Според резултатите на мирното съглашение за края на Първата световна война е интерниран в британската база Скапа Флоу на Оркнейските острови на 24 ноември 1918 г. Потопен е от собствения си екипаж на 21 юни 1919 г. Впоследствие е изваден и разкомплектован за метал.

## История на разработването
Според закона за флота от 1900 г. немският флот към 1917 г. трябва да се състои от 38 линкора и 14 броненосни крайцера. В резултат на поправките приети от Райхстага през 1906, 1908 и 1912 г. тази цифра е увеличена до 41 линкора и 20 големи крайцера. С цел попълването на флотите с нови кораби от 1908 до 1911 г. ежегодно трябва да се залагат три дреднаута и един линеен крайцер. В рамките на бюджет за 1910 г. в Германия трябва да се заложат три линейни кораба от типа „Кайзер“ и един линеен крайцер. Крайцерът трябва да стане допълнение към флота и получава при залагането си индекса „J“. Определянето на изискванията към новия кораб започват още в началото на 1909 г., когато Генералния морски департамент иска от държавния секретар на Императорското морско ведомство Алфред фон Тирпиц изложени в писмен вид основните изисквания. При това корветен-капитана Валдемар Фолертун счита, че, за разлика от английските линейни крайцери, германските големи крайцери трябва да по своята същност бързоходни линкори, обладаващи възможността да водят линеен бой. Той поддържа идеята за германския тип линеен крайцер, който може да се използва против линейните кораби. Тирпиц, обаче, настоява за това, че основната задача на германските големи крайцери се явява борбата с крайцерите на противника.
Основният проблем в проектирането на крайцера са финансовите ограничения, поради които по размери той не може да е по-голям от съвременния му линеен кораб. Единствената възможност да се постигне по-голяма отколкото на линейния кораб скорост, е снижаването на бойните му възможности. Морският департамент отбелязва следните изисквания към линейния крайцер:
- скорост като на предходния тип („Молтке“)
- въоръжение 8 × 305-мм или 10 × 280-мм

Разглеждана е също и възможността да се поставят триоръдейни кули, но в крайна сметка е решено, че за кораб от програмата за 1910 г. са достатъчни и оръдия калибър 280 мм.
Рейхстагът през август 1909 г. утвърждава финансирането за крайцера „J“, който впоследствие получава името „Зайдлиц“ в чест на пруския генерал Фридрих Вилхелм фон Зайдлиц-Курцбах. Разработката на проекта отнема 10 месеца, от март 1909 до януари 1910 г. Работите се изпълняват в проектното бюро на Имперското морско ведомство под ръководството на главния конструктор инженер Дитрих. При проектирането са разглеждани варианти за въоръжение както от осем 305-мм оръдия, така и от десет 280-мм в пет двуоръдейни кули, разположени по линейната схема. В окончателния вариант за разположение на кулите на главния калибър то е практически същото, като на „Молтке“, с изключение на разположението на носовата кула на полубака. За сметка на увеличаването на водоизместимостта с 2000 тона новият линеен крайцер получава по-мощна силова установка и усилено брониране. Окончателният проект е утвърден от кайзера на 27 януари 1910 г.

## Конструкция

### Корпус
„Зайдлиц“ има корпус с развит полубак, стигащ до фокмачтата. Форщевенът е почти прав, с остро изкачване от дъното към носовата част. Нормалната водоизместимост е 24 988 т, пълната – 28 550 т. Дължината между перпендикулярите е 200,6 м (с 14 м по-дълъг от „Молтке“), по конструктивната водолиния (КВЛ) – 200 м. Ширината на корпуса съставя 28,5 м, максималната ширина с оглед опънатата противоторпедна мрежа съставлява 28,8 м. Височината на надводния борд в района на носа е 8,9 м. Общата височина на борда в района на мидъла е 13,88 м. Газенето при пълна водоизместимост е 9,29 м, при нормална – 9,09 м. При увеличаване на газенето с 1 см водоизместимостта се увеличава с 37,71 т.
Корпусът е разделен от водонепроницаеми прегради на 17 отсека. Двойно дъно има на 76% от дължината на кораба. Способът за набор на силовите свръзки на корпуса е смесен.
Метацентричната височина се равнява на 3,12 м, което е най-голямата стойност сред всички немски линейни кораби и линейни крайцери в Първата световна война. Максимална устойчивост има при 33° крен и нулева при 72°. На „Зайдлиц“ има успокоителни цистерни на Фрам, но те не се използват по предназначение. Крайцерът има два тандемни полубалансирни руля с възможност за тяхното управление от различни отсеци и четири трилопастни винта с диаметър 3,88 м.
Корабът обладава добри ходови качества – леко и спокойно удържа курса, но е до известна степен с мудна кърма. Както и всички немски крайцери, завива тежко, със значителна (до 60% при максимално завъртане на руля) загуба на скорост, при това възниква крен до 9°.
Има 1 голям парен катер, 3 моторни катера, 2 баркаса, 2 велбота, 2 яла и 1 разглобяема лодка. Има 2 основни и 1 резервна 7-тонни носови котви и една 3,5-тонна кърмова.
Има две кухи тръбни мачти. До 1916 г. носи противоторпедни мрежи. Екипажът по щата за мирно време се съставлява 1068 души, от тях 43 офицера. При разполагане на флагман с щаб му той се увеличава със 75 души, от тях 13 офицера. Във военно време екипажът се попълва от резервисти и в Ютландския бой съставлява 1425 души.

### Въоръжение
Артилерията на главния калибър, както и при „Молтке“, се състои от 10 280-мм оръдия 28 cm SK L/50 с дължина на ствола 50 калибра, разположени в пет двуоръдейни кули Drh. L C/1910. Оръдието има клинов затвор и е с тегло 41,5 т. Използва само бронебойни снаряди, с тегло 302 кг. Зарядът се състои от две части. Основният заряд е разположен в месингова гилза за подобряване на обтурацията и се състои от 79 кг барут марка RPC/12. Предният заряд е в копринен картуз и съдържа заряд от същия барут с маса 26 кг. При температура на заряда 15 °C снарядът получава начална скорост от 880 м/с. Първоначално оръдията имат максимален ъгъл на възвишение 13,5° и ъгъл на наклон -8°. При максималния ъгъл на възвишение това дава далечина на стрелбата 18 100 м. През 1916 г., до Ютландския бой, ъглите са изменени на +16°/-5,5° съответно, което позволява да се получи максимална далечина на стрелба 19 100 м.
Носовата кула има сектор на обстрел 300° с височина на осите на оръдията 10,4 м над КВЛ. Двете разположени диагонално бордови кули имат сектори на обстрел 180° по близкия борд, 125° на противоположния и височина на осите на оръдията 8,2 м над КВЛ. Двете кърмови кули са поставени по линейно-терасовидната схема и имат сектори на обстрел по 290°. Височината на осите на оръдията за възвишената кула съставлява 8,4 м, а за долната 6 м над КВЛ.
Боезапасът съставлява по 87 снаряда на всяко оръдие, като сума – 870 снаряда. Във всички кули снарядните погреби се намират под зарядните. Претоваръчната камера, заедно с елеватора за боеприпаси, е окачена за гнездото на кулата и се върти заедно с него. Елеваторът за боеприпаси от претоваръчното отделение се качва в кулата и излиза между оръдията в района на техните казенници. Бронираното подемно-транспортно устройство също е окачено за гнездото на кулата и се върти заедно с претоваръчното отделение. За подаването на боезапаса от погреба в подемника в товарното отделение на погреба има тясна въртяща се платформа – т.нар. кръгов вагон. Такава конструкция осигурява достатъчно висока скорострелност – техническата скорострелност позволява да се направят три изстрела за 51 секунди, на практика е достигната скорострелност от 3 изстрела за минута.
През 1915 г. „Зайдлиц“ получава прибори за централизивано управление на стрелбата за артилериите на главния и средния калибри. Артилерията на средния калибър се състои от 12 150-мм оръдия 15 cm SK L/45 с дължина на ствола 45 калибра. Те са разположени в батарея на горната палуба в установките MPL C/06 образец 1906 г. с тегло 15 700 кг всяка. Масата на фугасния снаряд съставлява 45,3 кг, скорострелността на оръдията съставлява 5 – 7 изстрела в минута. Далечината на тяхната стрелба съставлява 13 500 м, впоследствие е увеличена до 16 800 м. Общият боезапас съставлява 1920 снаряда – по 160 на оръдие.
При построяването на „Зайдлиц“ има 12 неуниверсални 88-мм оръдия 8.8 cm SK L/45 с дължина на ствола 45 калибра. Оръдията се разполагат в установки MPL C/01 – 06. Четири има в носовата част под горната палуба, две в носовата надстройка, четири зад батареята на 150-мм оръдия и още две оръдия отстрани на кърмовата надстройка в установки, прикрити с бронещитове. Техният общ боезапас съставлява 3400 снаряда. В началото на Първата световна война вместо двете оръдия, поставени на кърмовата надстройка, са монтирани зенитни 88-мм оръдия 8,8 cm Flak L/45 с дължина на ствола 45 калибра в установките MPL C/13 (образец 1913 г.), с максимален ъгъл на подем на ствола 70°. Към Ютландското сражение, през 1916 г., всички останали 88-мм оръдия освен зенитните са демонтирани.
На крайцера има четири подводни торпедни апарата (ТА) калибър 500 мм. По един ТА стоят в носовата и кърмовите части, още два са разположени по бордовете, пред барбета на носовата кула. Общият боезапас съставлява 11 торпеда.

### Брониране
В сравнение с „Молтке“ бронирането е усилено. Бронята е цементирана, круповска. Главният броневи пояс е поставен на тикова подложка с дебелина 50 мм и има постоянна дебелина 300 мм, височина 2 м и започва на 1,4 м над водолинията (КВЛ) и се спуска под водата на 0,4 м, простирайки се между външните краища на барбетите на носовата и кърмовата кули. В носовата част той завършва с преграда с дебелина 200 мм, в кърмовата – 100 мм. В долната си част поясът постепенно изтънява до 150 мм, завършвайки на 1,75 м под главната водолиния. Отгоре броневият пояс също изтънява, достигайки до 230 мм на нивото на горната палуба и до 200 мм при долните краища на оръдейните портове на средния калибър. Броневият пояс в носовата и кърмовата части продължава с броня дебела 100 мм.
Казематът за артилерията на средния калибър над долния край на оръдейните портове се прикрива с броня с дебелина 150 мм. По краищата преградите на каземата също имат дебелина 150 мм. Вътре в батареята на средния калибър надлъжно на борда и между оръдията вървят противоосколъчни екрани с дебелина 20 мм.
Челната част на кулите на главния калибър има дебелина 250 мм, страничните стени – 200 мм, задната стена – 210 мм, настила в кърмовата част – 50 – 100 мм, наклонената предна част на покрива – 100 мм, покрива 70 мм. Барбетите имат дебелина 230 мм. При носовата и кърмовите кули по диаметралната плоскост, в района, прикриван съответно отбойните рубки и барбетите на кърмовата издигната кула, дебелината на барбета намалява до 200 мм. Дебелината на барбетите на бордовите кули между горната и главната палуби, които са прикрити от бронята на каземата, намалява до 100 мм, а надолу, зад главния броневи пояс, до 30 мм. Барбетите на носовата и кърмовата кули дебелината 230 мм достига до нивото на броневата палуба, но стените зад главния броневи пояс имат дебелина 30 мм.
Дебелината на стените на носовата бойна рубка е 350 – 250 мм, на покрива – 80 мм, у кърмовата бойна рубка дебелината на стените съставлява 200 мм, на покрива – 50 мм.
Бронираната палуба в средата на кораба е разположена на 1,4 м над КВЛ и има дебелина 30 мм, в носовата част тя се разполага на 0,9 м под КВЛ и има дебелина 50 мм, в кърмовата част е разположена на 1,8 м под водолинията и има дебелина 80 мм. Скосовете са дебели 50 мм. Горната палуба над батареята на средния калибър има дебелина 35 мм, зад пределите на батареята, близо до диаметралната плоскост – 25 мм.
Подводната защита се осигурява от вертикална противоторпедна преграда, отстояща от борта на 4 м при мидъла. Преградата има дебелина 30 мм, увеличаваща се до 50 мм в района на погребите за боезапаса, и завършвайки с 20-мм напречни прегради. Между бронираната и горната палуби тя продължава като противоосколъчна и има дебелина 30 мм. Допълнителна конструктивна защита осигуряват въглищните бункери, разположени между борда и противоторпедната преграда.

### Силова установка
На „Зайдлиц“ има поставени 27 нисконапорни водотръбни котела „Шулц – Торникрофт“ с въглищно отопление. През 1916 г., преди Ютландското сражение, на тях са поставени инжектори за впръскване на нефт при форсаж. Котлите имат обща повърхност на нагряване от 12 500 м² и осигуряват налягане на парата от 16 кгс/см². Те са поместени в пет отсека, разделени от надлъжни прегради на 15 котелни отделения. В първите три отделения стои по един котел. В последващите котелни отделения стоят по два котела. Общата площ, заемана от котелните отделения, съставлява 925 м² (за британския „Принцес Роял“ – 1170 м²).
Четиривалната силова установка включва два комплекта прякодействащи турбини Парсънс. Всички четири винта са трилопастни и имат диаметър 3,88 м. Турбините се намират в две машинни отделения. Всяко машинно отделение е разделено от надлъжни прегради на три отсека. Турбините високо налягане, въртящи външните валове, са разположени в двете носови отделения. Вътрешните валове се задвижват от турбините ниско налягане, разположени в кърмовото машинно отделение. Турбините заемат външните отсеци на машинните отделения, а в отсеците по диаметралната плоскост се разполагат спомагателните механизми. Турбинните отделения заемат 404 м² (за британския „Принцес Роял“ – 645 м²). Според британските мерки машинните и котелните отделения на „Зайдлиц“ са прекалено тесни.
Разчетната максимална скорост съставя 26,5 възела при номиналната проектна мощност към валовете 63 000 к.с. При изпитания на Нейкругската мерна миля „Зайдлиц“ развива скорост от 28,13 възела при честота на въртене на гребните валове от 329 об/мин и форсирана мощност от 89 738 к.с. (увеличение с 42%). Нормалният запас гориво е 1000 т, максималният – 3600 т. Далечината на плаване съставлява 4200 мили при скорост 14 възела и 2280 мили на скорост 23,7 възела. След 1916 г. са добавени 200 т нефт.
Електроенергията с напрежение 220 V крайцерът получава от шест турбогенератора със сумарна мощност 1800 kW.

## Строителство и изпитания
„Зайдлиц“ се строи по програмата от 1910 г. На 21 март 1910 г. е сключен контрактът с корабостроителницата на „Блом унд Фос“ в Хамбург за строителството на кораба и производството на машинната установка за него. Под строителния номер 209 крайцерът е заложен на 4 февруари 1911 г. Тъй като е предназначен за допълнение към флота, при залагането си крайцерът получава името „J“.
На 30 март 1912 г., след обреда на кръщаването, крайцерът е спуснат на вода. Кръщаването става от генерал-инспектора на кавалерията фон Клейст, който кръщава новия кораб „Зайдлиц“. Крайцерът получава името си в чест на генерал Фридрих Вилхелм фон Зайдлиц (1721 – 1773). Този кавалерийски генерал служи в армията на пруския крал Фридрих Велики и се отличава в битката при Росбах от 5 ноември 1757 г.
Всичко постройката на кораба отнема около 28 месеца – почти 14 месеца стапелен период и 14 месеца дострояване на вода. Стойността на строежа съставя 44 685 хил. марки или 22 343 хил. златни рубли по курса от онова време.
През април 1913 г. заводският екипаж превежда „Зайдлиц“ в Кил, където той на 22 май предварително влиза в състава на флота. По време на провеждането на тримесечните приемо-предавателните изпитания, на 29 юни и 3 август 1913 г., корабът с оглед е посетен от кайзера Вилхелм II и краля на Италия Виктор Емануил III. На 17 август 1913 г. са завършени ходовите изпитания и корабът окончателно влиза в състава на флота и на 31 август се присъединява при Хелголанд към маневрите на Флота на откритото море.

## История на службата
| Командири на „Зайдлиц“                                                          | Командири на „Зайдлиц“       | Командири на „Зайдлиц“         |
| Командир                                                                        | Период на командването       | Забележка                      |
| ------------------------------------------------------------------------------- | ---------------------------- | ------------------------------ |
| капитан 1-ви ранг Морис фон Егиди (на немски: Kapitän zur See Moritz von Egidy) | май 1913 – октомври 1917     |                                |
| капитан 1-ви ранг Тагерт (на немски: Kapitän zur See Wilhelm Tägert)            | октомври 1917                | временно изпълняващ длъжността |
| капитан 1-ви ранг фон Егиди                                                     | ноември 1917                 |                                |
| капитан 1-ви ранг Тагерт                                                        | ноември 1917 – декември 1918 |                                |
| капитан-лейтенант Брауер (на немски: Kapitänleutnant Brauer)                    | декември 1918 – юни 1919     | в периода на интернирането     |

### Мирно време и начало на Първата световна война
„Зайдлиц“ влиза в състава на 1-ва разузнавателна група и взема участие в нейния състав в ученията. На 23 юни 1914 г. на него от „Молтке“ пренася своя флаг командващият 1-ва разузнавателна група контраадмирал Франц фон Хипер. С изключение на малки прекъсвания (в Ютландското сражение Хипер държи своя флаг на „Лютцов“), „Зайдлиц“ служи като флагмански кораб почти през цялата война, до 26 октомври 1917 г., когато Хипер пренася своя флаг на „Хинденбург“. През юли 1914 г. крайцерът участва в похода на Флота на откритото море в Норвегия, където по това време почива Вилхелм II. Но във връзка с опасността от избухване на война този поход е прекъснат. На 25 юли, след получаването на съобщението за начало на мобилизацията в Сърбия, флотът получава заповед да се върне в своите пристанища. А на 1 август е обявена мобилизацията на флота.
С началото на войната 1-ва разузнавателна група охранява Немския залив. За тази цел в нейно подчинение са предадени всички кораби от стражевата служба, самолети и дирижабли. Тази система действа до август 1918 г.
На 2 – 4 ноември е първият боен поход на Флота на откритото море. В 16:30 към източното крайбрежие на Англия излизат 1-ва (в състав големите крайцери „Зайдлиц“, „Молтке“, „Фон дер Тан“ и „Блюхер“) и 2-ра (леките крайцери „Страсбург“, „Грауденц“, „Колберг“ и „Щралзунд“) разузнавателни групи. В случай на усложнения за тяхното прикритие в бойна готовност са приведени 1-ва и 2-ра ескадра линкори, стоящи на рейда Шилинг, 5-а на река Елба и 6-а на рейда Яде. Поради мъглата обстрелът от линейните крайцери над Ярмът е безрезултатен. „Щралзунд“ поставя минно заграждение, на което се натъква британската подводница D-5, излязла за прехващане на немските кораби. Няма среща с британските кораби на противника и 1-ва и 2-ра разузнавателни групи безпрепятствено се връщат в базата.

### Набег на Хартлипул, Скарборо и Уитби
На 15 – 16 декември германските крайцери осъществяват още един рейд – набег над Хартлипул, Скарбъроу и Уитби. Към 1-ва разузнавателна група се присъединява влезлият в строй „Дерфлингер“, 2-ра разузнавателна група е в същия състав, както при рейда над Ярмът. Немците се досещат за това, че 2-ра ескадра британски крайцери е изпратена за прехващането на ескадрата на Шпее и отбраната на противника ще бъде отслабена. На свой ред англичаните по данни от радиоприхващането знаят за планираната операция и отделят за прехващането на немските крайцери 1-ва ескадра линейни крайцери в състав четирите останали линейни крайцера и 2-ра ескадра линкори в състав шест линейни кораба от типовете „Орион“ и „Кинг Джордж V“. Обаче англичаните не знаят за излизането в морето на основните сили на Флота на откритото море – 18 дредноута от 1-ва, 2-ра и 3-та ескадри в съпровождане на крайцери и разрушители.
При британския бряг немските крайцери попадат в силно вълнение. Поради невъзможност да използват артилерията, Хипер изпраща леките крайцери на 2-ра група за съединение с основните сили, освен „Колберг“, който трябва да постави мини. Немските линейни крайцери се разделят на две групи. „Фон дер Тан“ и „Дерфлингер“ обстрелват отначало Уитби, след това Скарбъроу. Съпротива няма, както и загуби в личен състав. Групата на „Зайдлиц“ при приближаването към Скарбъроу среща четири британски разрушителя. Обстрелват ги от разстояние около 27 кабелтови, като немците принуждават англичаните да се оттеглят. Около 8:00 групата започва обстрела на крайбрежието. При това крайцерите са подложени на обстрел от батарея на брегови 152-мм оръдия. „Зайдлиц“ със своята артилерия подавя батареята, намираща се близо до гробище, но при това сам получава три попадения. „Молтке“ получава едно попадение в палубата, а „Блюхер“ – шест попадения от 152-мм гаубици и лека артилерия.
При завръщането си линейните крайцери получават донесение от „Щралзунд“, който засича отначало британските крайцери, а след това 2-ра ескадра линкори. Отклонявайки се от тях, крайцерите поемат на североизток. Основните сили на немците, под командването на Ингенол, още през нощта влизат в съприкосновение с авангарда на британските сили и поемат от курс югоизток на изток-югоизток, опасявайки се от нощни атаки на миноносците. При получаването на донесението на „Щралзунд“ те са вече на 130 мили от британците и не могат да ги прехванат. Разглеждайки тази ситуация, много флотоводци и историци смятат, че немците изпускат шанса си да разгромят британците на части. Ако бяха продължили своя път на югоизток, то биха могли да прехванат 2-ра ескадра на британците. Поради численото си превъзходство и наличието в своя състав на нови линкори, не отстъпващи по скорост на хода на британските, немският флот ще има добри шансове да унищожи 2-ра британска ескадра линкори.
Повредите по „Зайдлиц“ са сравнително леки, за това ремонтът е проведен без влизане в корабен док, на вода.

### Сражението при Догер банк
На 23 януари немските сили предприемат рейд към Догер банк, за да очистят този район от британските леки сили. На 23 януари след пладне в морето излизат 1-ва разузнавателна група в състав големите крайцери „Зайдлиц“, „Молтке“, „Дерфлингер“ и „Блюхер“, леките крайцери „Грауденц“, „Росток“, „Щралзунд“, „Колберг“ и 19 разрушителя. Излизането на корабите е така планирано, че към утрото на следващия ден да са в района на Догер банк. В операцията не участват намиращите се в ремонт „Фон дер Тан“ и „Страсбург“. Прикритие от линейни сили не е планирано.
Британците, благодарение на радиопрехващанията, са осведомени за планирания набег. За това към района на Догер банк излизат линейните крайцери „Лайън“ (под флага на Дейвид Бийти), „Тайгър“, „Принцес Роял“, „Ню Зеланд“ и „Индомитейбъл“, леките крайцери „Саутхемптън“, „Бирмингам“, „Нотингам“, „Лоустофт“ и харвичкият отряд на Тирвит – леките крайцери „Аретуза“, „Аурора“ и „Андаунтед“. Те са съпровождани от 35 разрушителя. В морето също излизат и основните сили на Гранд Флийт.
Противниците се откриват едни други на разсъмване. Около 7:15 (по Гринуич) „Колберг“ влиза в престрелка с „Аурора“. На Хипер е доложено за наличието на големи сили на противника и немското съединение обръща и на голяма скорости започва да се оттегля на югоизток. Първи в колоната на немските линейни крайцери, плаваща със скорост 21 възела, е „Зайдлиц“, зад него „Молтке“ и „Дерфлингер“, последен – „Блюхер“. Британските линейни крайцери заобикалят немската колона отдясно, за да могат да стрелят с целия си борд и да се опитат да отрежат германското съединение от базите. Бийти дава заповед да се увеличи хода отначало до 26 възела, след това на 27, 28 и накрая в 8:52 до 29 възела. Това е над скоростта даже на най-бързите „Лайън“, „Тайгър“ и „Принцес Роял“. „Ню Зеланд“ и „Индомитейбъл“ бързо изотстават.
Около 8:52 „Лайън“ дава първия залп по „Блюхер“ от разстояние около 110 каб., снарядите лягат с недолет. С приближаването си британските крайцери пренасят огъня на по-предните немски крайцери. Така „Лайън“ обстрелва отначало „Блюхер“, след това „Дерфлингер“, „Молтке“, и накрая води огън по „Зайдлиц“. Германските крайцери са в неизгодното наветрено положение – пречи им собствения дим. Освен това далечината на стрелба на техните оръдия е по-малка и те откриват огън едва около 9:10, когато дистанцията пада под 100 каб.
Поради объркване в разпределението на целите „Тайгър“ обстрелва не „Молтке“, както следва, а „Зайдлиц“ заедно с „Лайън“. Около 10:25 343-мм снаряд от „Тайгър“ попада в носовата част, без да причини големи повреди. „Тайгър“ поради дима губи „Зайдлиц“ и той е обстрелван само от „Лайън“ за определено време.
Второто попадение е в 10:43 и причинява големи разрушения. 343-мм снаряд на „Лайън“ от дистанция около 84 каб. (15 500 м) попада в палубата малко зад кърмовите кули на главния калибър. Снарядът пробива каютите на офицерите, каюткомпанията, пробива 230-мм барбет на кърмовата кула и детонира при това. Осколките пробиват транспортната тръба и възпламеняват намиращите се там няколко основни и допълнителни заряда. Започват да тлеят зарядите в бойното отделение, в долните подемници и зарядното отделение. Запалването на снарядите отначало върви бавно, но екипът на претоваръчното отделение вероятно опитвайки се да се спаси, отваря вратата в преградата към съседната кула в подкуполното отделение. Зарядите в претоваръчното отделение мигновено се възпламеняват. Огънят обхваща зарядите в зарядниците на кърмовата кула и се прехвърля в съседната кула.
Възпламеняват се 62 пълни (основни и допълнителни) заряда от порядъка на 6 тона барут. Над кърмовата кула се издига огромен стълб от огън и газове. В пламъците загиват 165 души, от които 159 моментално. Благодарение на бригадир Вилхелм Хайдкамп, който с голи ръце завърта нагрятите клапани за потапяне, погребите и задната част на торпедното отделение са наводнени и огънят не успява да стигне до снарядите и да възпламени основните заряди, намиращи се в месингови гилзи.
Мислейки си, че крайцерът е ще се взриви, старшият артилерийски офицер, искайки да нанесе предсмъртно възможно най-много щети по противника, открива ожесточен огън. В течение на няколко минути три оцелели кули стрелят полузалпове на всеки 10 секунди. По този начин „Зайдлиц“ прави по 3 цели изстрела на минута с всяко оръдие. Положението на кораба е много тежко. Крайцерът поема 600 тона вода и кърмата му потъва до 10,36 м, а скоростта му спада до 21 възела.
В 11:25 часа в „Зайдлиц“ попада трети, 343-мм снаряд от „Лайън“. Той обаче не причинява големи щети, тъй като попада в пояса с 300 мм броня в средната част на корпуса и не успява да го пробие. Към 11:52 часа силно повреденият „Лайън“ излиза от строя. Поради неправилно разбрана заповед от Бийти, командирът на „Тайгър“, който остава главен, британският строй е поведен да приключи „Блюхер“, който по това време е спрял. Хипер, който не очаква подкрепа от линейния си фронт, повежда останалите немски бойни крайцери към база, оставяйки британците да довършат „Блюхер“.
В хода на битката „Зайдлиц“ изстрелва 390 280-мм бронебойни снаряда (45% от боекомплекта) – повече от всички участващи в боя кораби. Той постига най-малко 8 попадения (2% от изстрелите) от общо 22 попадения от германски кораби по британски. Ремонтът на „Зайдлиц“ в държавната корабостроителница във Вилхелмсхафен продължава от 25 януари до 31 март 1915 г.

### Служба от лятото на 1915 до пролетта на 1916. Сражението в Рижкия залив
След ремонта „Зайдлиц“ участва в бойните операции на флота на 17 – 18 и 21 – 22 април, 17 – 18 и 29 – 30 май 1915. 1-ва разузнавателна група в състав „Зайдлиц“, „Молтке“ и „Фон дер Тан“, от 3 до 21 август 1915 г., участва в операциите на немския флот по проникване в Рижкия залив. Те се занимават с прикритието на тралните сили от възможното нападение от Финския залив на руските линкори от тип „Севастопол“. На 19 август английската подводна лодка Е-1, от много близка дистанция, изстрелва торпедо по „Зайдлиц“, но уцелва „Молтке“. 1-ва група се връща в Данциг, а скоро операцията е прекъсната.
Есента и зимата на 1915 – 1916 г., в състава на 1-ва разузнавателна група, „Зайдлиц“ участва в още няколко операции. На 11 – 12 септември 1915 той прикрива миниране в района на банка Терхшелинг, на 23 – 24 октомври 1915 участва в бойния поход на флота до ширината на Ейсберг. На 4 декември, при преминаването на Килския канал намотва мрежите си на винтовете по десния борд. На 3 – 4 март 1916 осигурява завръщането на рейдера „Мьове“, а на 5 – 7 март участва в набега над Хуфден.
На 27 март на „Зайдлиц“ издига своя флаг командващият 2-ра разузнавателна група, контраадмирал Бедикер, заменящ по време на боледуване Хипер. На 24 април 1916 г. „Зайдлиц“ начело на 1-ва разузнавателна група излиза в морето за набега на Лоустофт и Ярмът. На 24 април 1916 г. в 15:48 той се натъква на английска мина, поставена от подводна лодка. Мината със заряд от 120 кг пироксилин се взривява в 3,9 м под водолинията в района на левия бордов подводен торпеден апарат. Разрушени са броневите плочи и две от надлъжните прегради на дължина 15 м. Размерите на пробойната съставят 95 м². За щастие на „Зайдлиц“, повредените торпеда не детонират. Крайцерът приема вътре 1400 т вода, увеличава газенето по носа с 1,4 м, но може да поддържа скорост от 15 възела. „Зайдлиц“ е принуден да прекъсне операцията и в съпровод на два миноносеца да се насочи към корабостроителницата във Вилхелмсхафен. Бедикер пренася своя флаг на „Лютцов“, който остава флагман на 1-ва разузнавателна група до своята гибел в Ютландското сражение.
Ремонтът на „Зайдлиц“ продължава до 2 май 1916 г. Но при изпитанията на 22 – 23 май е открит теч в района на надлъжните прегради на бордовото торпедно отделение и той още пет дена се ремонтира. Поради това той не успява да излезе в морето по-рано от 29 май. Това е една от причините за това, че немският флот излиза на своя боен поход, завършил с Ютландското сражение, едва на 31 май.

### Ютландско сражение
На 31 май 1-ва разузнавателна група на немските линейни крайцери напуска рейда на Яде в ранното утро, около 2:00. Първи плава „Лютцов“ под флага на Хипер, след него „Дерфлингер“, „Зайдлиц“, „Молтке“ и „Фон дер Тан“. След тях, приблизително час по-късно, тръгват и линкорите на Флота на откритото море.

#### „Спринт на юг“ 15:30 – 17:55
Линейните крайцери на Бийти и Хипер се откриват едни други около 15:30 (по Гринуич). Зад шестте английски линейни крайцера плават изостаналите от тях четири бързоходни линкора на 5-та ескадра на Еван-Томас. Хипер поема със своите кораби обратен курс, стараейки се да изведе корабите на Бийти към основните сили. Започва първата част от Ютландското сражение – „спринтът на юг“. „Зайдлиц“ отначало обстрелва плаващия трети в колоната на английските кораби „Куин Мери“. Както и в боя при Догер банк, не минава без объркване. „Лайън“ и „Принцес Роял“ обстрелват „Лютцов“. А „Куин Мери“ води огън по „Зайдлиц“. Поради това „Дерфлингер“ в началото на сражението води своята стрелба безпрепятствено.
„Зайдлиц“ открива огън по „Куин Мери“ около 15:50. В 15:55 „Зайдлиц“ получава първото попадение от 343-мм снаряд на „Куин Мери“. Снарядът пробива бордовата броня пред фокмачтата и детонира в XIII отсек на горната палуба, образувайки в нея пробойна 3×3 м. Втори снаряд от „Куин Мери“ в 15:57 от дистанция 13 200 – 13 600 м (71 – 74 каб.) пробива 230-мм бордовия пояс и детонира. Осколки от снаряда пробиват барбета на лявата бордова кула, имащ там дебелина 30 мм, и проникват в претоваръчното отделение, възпламенявайки намиращите се там два основни и два допълнителни полузаряда. Огънят унищожава почти целия разчет на кулата. От строя излизат механизмите за хоризонтално и вертикално насочване и подемниците. Погребът е навреме наводнен и взрив няма. Кулата замлъква до края на боя.
Трети 343-мм снаряд от „Куин Мери“ се взривява под водата в средната част на кораба. Разминават се шевовете на обшивката, водата започва да навлиза във външните въглищни бункери и допълнителните бункери в XIII отсек. Приближилите се линкори от 5-та ескадра започват в 16:05 обстрел на немските крайцери от далечна дистанция (97 каб.). В 16:17 от дистанция 88 каб. от „Куин Мери“ попада четвърти снаряд. Той удря в стика между 200- и 230-мм плочи, прикриващи каземата. Снарядът се взривява отвън, а негови осколки проникват вътре, изваждайки от строя 150-мм оръдие.
Около 16:20 е петото попадение на 381-мм снаряд от 5-та ескадра линкори. Снарядът пробива палубата на надстройката, детонира и изрешетва с осколки палубата на полубака. Междувременно за кратко време „Дерфлингер“ заедно със „Зайдлиц“ от дистанция около 75 каб. (13 900 м) започва да обстрелва „Куин Мери“. В резултат на няколко попадения в района на кула „Q“, около 16:26 става взрив на боезапаса и той бързо потъва.
В 17:37 в резултат на атака на английски разрушители (вероятно „Петард“ или „Турбулент“) едно от торпедата уцелва в десния борд „Зайдлиц“ в района на 123 шпангоут. Образува се пробойна с площ 15,2 м², с размери 12×3,9 м, и се разминават шевовете на обшивката на протежение 28 м. Противоторпедната преграда с дебелина 50 мм ъздържа на взрива, но дава теч. 150-мм оръдие № 1 заклинва и то мълчи до края на боя. От строя излиза носовата електростанция и захранването с електроенергия е превключено към кърмовата. От силното сътресение се цепи корпусът на дясната турбина, а предпазният клапан изкача и си остава така. Помещението се запълва с много гореща пара. Личният състав трябва да отстранява повредите пълзешком и полулежейки, но независимо от това ремонтът е завършен след 15 минути. В резултат на повредите е наводнен под бронепалубата отсек № XIV по десния борд, отсекът под бордовия торпеден апарат, и започва постъпване на вода в отсеците между бордовата броня и броневата преграда. Корабът приема около 2000 т вода, получава крен на десния борд и диферент към носа – газенето по носа се увеличава с 1,8 м, а кърмата се вдига на 0,5 м. Крайцерът все още може да държи скорост от 20 възела, но водата бавно прониква и в другите отсеци.

#### „Спринт на север“ – 16:40 – 17:50
В 16:40 съединението на Бийти открива основните сили на Флота на откритото море, и неговите кораби последователно завиват на обратен курс. Започва вторият етап на боя – „спринтът на север“. 1-ва разузнавателна група преследва английските линейни крайцери, но те достатъчно бързо излизат от обстрела. 5-та ескадра преследва колоната на немските линейни кораби – престрелката водят основно корабите на 1-ва ескадра. От състава на британската 5-та ескадра „Уорспайт“ и „Малая“ стрелят по линейните кораби, а „Баръм“ и „Валиант“ обстрелват линейните крайцери на 1-ва група. Стрелбата се води на голяма дистанция – около 100 каб., и стрелбата на немските кораби е нискоефективна. Британските кораби достатъчно успешно обстрелват немските, нанасяйки им тежки повреди.
Около 17:00 шести, 381-мм снаряд от „Баръм“ или „Валиант“, пробива палубата на надстройката и детонирайки пробива палубата на полубака и излиза зад борда, правейки в борда пробойна 3×4 м, която впоследствие води до големи проблеми при наводняването на носовата част. Седми, 381-мм снаряд, пробива палубата на надстройката и прави в палубата на полубака пробойна 6×7 м. Осми, 381-мм снаряд, от дистанция около 93 каб. в 17:08 се взривява на челната броня на дясната бордова кула. Част от осколките проникват в кулата. Тя временно излиза от строя, а дясното оръдие замълчава до края на боя.
Девети, 381-мм снаряд, поразява „Зайдлиц“ около 17:10 – 17:20. Десети снаряд пробива горната и главната палуби в района на барабана на шпила. Единадесети, 381-мм снаряд, попада в палубата в района на лявата лебедка. В 17:20 стрелбата временно спира. Към 18 часа водата през междупалубното пространство постъпва в отсеци XIV, XV и XVI. Водата се натрупва над броневата палуба и постепенно прониква през здравата преграда, заливайки всички помещения под броневата палуба.

#### Първи бой на флота
Към 18:20 Флотът на откритото море излиза срещу основните сили на Гранд Флийт. Започва следващата фаза на боя – „първата битка на флотовете“. Линейните крайцери от 2-ра ескадра, под командването на Худ, излизат начело на английската колона и влизат в престрелка с немските линейни крайцери. В 18:36 Шеер дава сигнал на корабите от флота „всички едновременно“, и германските кораби се обръщат и много скоро излизат от полезрението на английските кораби. Дванадесети 305-мм снаряд, вероятно на „Индомитейбъл“, попада в „Зайдлиц“ в 300-мм броневи пояс в кърмовата част. Известно време крайцерът се управлява от помещенията на трансмисията, тъй като съединителната муфа на горния рулеви механизъм е разцепена.

#### Втори бой на флота
След втория поворот „всички едновременно“ линията на германските кораби, плавайки с курс на изток, излиза в средата на строя на английските кораби, плаващи по дъга на юг, и боят се възобновява. Към този момент повреденият „Лютцов“ излиза от строя, и главен в колоната от четири линейни крайцер става „Дерфлингер“. Хипер слиза от „Лютцов“ и поради тежките повреди по „Дерфлингер“ и „Зайдлиц“ е принуден да пренесе своя флаг на плаващия трети „Молтке“.
Около 19:00 главните сили на противниците отново влизат в съприкосновение – започва втората битка на флотовете. Линейните крайцери, намиращи се на главата на немската колона, се оказват под съсредоточения огън на линейните кораби на Гранд Флийт и получават тежки повреди от дистанция 55 – 75 кабелта. Условията на видимостта в тази фаза на боя са неблагоприятни за германските кораби – те се намират на светлата част на морето и се виждат добре, британските – напротив, в тъмната част на хоризонта, и немските моряци наблюдават само проблясъците на оръдията. В 19:17 Шеер дава заповед за трети поворот „всички едновременно“ и немската колона ляга на курс запад, след това завивайки на югоизток, постепенно излиза от боя.
Тринадесети 305-мм снаряд от „Херкулес“ пробива горната палуба проходно и детонира във водата около кораба. Четиринадесети 305-мм снаряд от „Херкулес“ уцелва средата на корпуса на „Зайдлиц“ в района на стъкмяването на противоминната мрежа, без да пробие горния броневи пояс. В 19:18 петнадесети 305-мм снаряд от „Сейнт Винсент“ попада в палубата на полубака пред мостика. В 19:27 шестнадесети 305-мм снаряд на „Сейнт Винсънт“ се взривява е задната 210-мм стена на кърмовата издигната кула. Осколки проникват вътре и възпламеняват два основни и допълнителни заряда. Кулата изгаря и излиза от строй до края на боя.
В 19:40 седемнадесети 381-мм снаряд от „Роял Оук“ попада в дясното оръдие на лявата бордова кула. Оръдието е изтръгнато от основата, но после то си застава на мястото. Осколките от взривилия се снаряд изваждат от строя 150-мм оръдие № 5.

#### Последен дневен бой
В сумрака немският флот държи курс S и се престроява. Изостаналата 2-ра ескадра от линкори додреднаути излиза пред изпреварилата я 1-ва ескадра. Начело на колоната на линейните кораби също се опитва да излезе 1-ва разузнавателна група на линейните крайцери. При изпълнението на този маньовър линейните крайцери от направление югоизток попадат под съсредоточения огън на корабите от Гранд Флийт. Линейните крайцери започват да получават тежки повреди, при това не могат да отговарят на огъня, тъй като не виждат противника и имат прекалено малък брой здрави оръдия на главния калибър. „Зайдлиц“ и „Дерфлингер“ са принудени да преминат надясно под прикритието на додреднаутите от 2-ра ескадра. В крайна сметка поради лошите условия за видимост, без да има възможност да води ответен огън, колоната на немските кораби завива на югоизток и излиза от боя.
В 20:24 осемнадесети 343-мм снаряд от „Принцес Роял“ попада в 150-мм плоча, прикриваща каземата на левия борд, и детонира отвън. Проникналите вътре осколки изваждат от строй оръдие № 4 и повреждат кабелите на системата за управление на 150-мм оръдия по левия борд. Скоро деветнадесети 343-мм снаряд от „Принцес Роял“ се взривява при носовата бойна рубка над мостика, убивайки всички намиращи се на него. Ранени са и няколко души в бойната рубка – кръв залива картите и те стават негодни. Също са повредени двата жирокомпаса.
В 20:30 двадесети 305-мм снаряд от „Ню Зеланд“ пада на покрива на кърмовата издигната кула, рикошира от него и се взривява на 1 метър от кулата. Приблизително между 20:30 и 21:00 „Зайдлиц“ е уцелен от още 305-мм снаряд на „Ню Зеланд“ – двадесет и първия снаряд попада в края на горния броневи пояс близо до стика с главния броневи пояс, взривява се и с осколките го пробива. Наводнен е въглищен бункер. Двадесет и втория снаряд поразява стика на горния и главния броневи пояси, детонира при пробиването, прави пробойна и размества броневата плоча.

#### Нощни боеве и резултати от боя
През нощта немските тежки кораби в плътен строй се насочват към рифа Хорнс. А оцелелелите миноносци са изпратени в издирване на кораби на англичаните за нощни торпедни атаки. „Зайдлиц“ плава зад „Молтке“ в края на немския авангард. Немските кораби излизат на опашката на английската колона, преминавайки през строя на миноносците и отбивайки техните атаки. За щастие на тежко повредения крайцер, няма нови срещи с тежките английски кораби. Към утрото на 1 юни флотите на противниците се оказват далеч един от друг, насочвайки се към своите бази.
В течение на боя „Зайдлиц“ изстрелва 376 280-мм снаряда, според оценките с 10 попадения (2,6%). За първите 80 минути на боя са изстреляни 300 280-мм снаряда и са постигнати 6 попадения (2%) – четири в „Куин Мери“ и две в „Тайгър“. За времето на последващия бой, изстрелвайки 76 снаряда, крайцерът има 4 попадения (5,3%) – два на голяма дистанция в „Уорспайт“ при преследването на 5-та ескадра и още два в „Колосус“. Също „Зайдлиц“ изстрелва за цялото време на боя най-голям брой сред немските кораби количество 150-мм снаряди – 450. Загубите сред екипажа съставят 11,7% – 98 убити и 55 ранени. Корабът получава 22 попадения от снаряди голям калибър, едно от 102-мм, едно от 152-мм снаряди и едно торпедо. От строй излизат четири 280-мм оръдия и две 150-мм.

#### Завръщане в базата. Борба за живучест
Към 21:00 на 31 май „Зайдлиц“ според изчисленията приема 2636 тона вода. Кренът на десния борд съставлява 2,5°. Газенето по носа се увеличава с 2,5 м, а кърмата се вдига с 1 м. Водата постоянно нахлува, прониквайки през големите пробойни от шестия снаряд и торпедото. За да се намали напорът на водата, ходът постепенно се намалява. Отначало той е снижен от 22 до 20 възела. Независимо от предприетите мерки за изпомпване на водата, носът все така продължава да се потопява.
В 2:40 на 1 юни, с газене при носа 13 м, „Зайдлиц“ за кратко обърсва плитчина при рифа Хорнс. Около 4:40 крайцерът ляга с носа на банка, дълбочината на която е 13,5 м. Наводнени са средните и кърмовите кренови цистерни по левия борд. Кренът се изравнява и намалява диферента към носа. Крайцерът продължава пътя си, но ходът е намален до 15 възела.
В 5:40 „Зайдлиц“ се присъединява към флота, контактът с който е изгубен през нощта. Но за повредения крайцер е тежко да поддържа ескадрената скорост от 15 възела. Към 8:00 напочва да се предава преградата по 114-я шпангоут. Хората, работещи до пояс във водата, са евакуирани от отсека. Ходът е свален до 10 възела. Допълнителен проблем става намаляването на устойчивостта – при преместване на руля крайцерът силно се накренява и бавно се изправя.
Започва проникване на вода в отсеците, съседни на наводнените въглищни ями по левия борд, и през пробойните в каземата на левия борд. Ходът е намален до 7 възела. Поради това, че от строя излизат двата жирокомпаса и картите са безнадеждно похабени, по радиото молят командващия 2-ра разузнавателна група да отдели крайцер за съпровождение. В 9:45 към „Зайдлиц“ идва „Пилау“. След няколко скъсвания на буксира „Зайдлиц“ е обърнат и той започва да плава със скорост 3 – 5 възела с кърмата напред, за да се намали нялагането от напора на водата в силно повредената носова част.
В 10:00 на траверса на Хорнум крайцерът пак докосва плитчина, а в 11:25 успява да влезе в прохода при плитчината Арнум. Опитите за буксировка от изпратените в помощ тралчици е неуспешен. Независимо от това, че водоотливните системи работят на пълна мощност, към 12:00 кренът на левия борд достига 8°. Към 15:30 положението се усложнява от влошаване на времето – вятърът се усилва до 8 бала и корабът се държи на вода само благодарение на въздушните възглавници.
Към крайцера пристигат спасителните съдове „Бореас“ и „Крафт“ и мощен портов буксир. Спасителите плават по бордовете на „Зайдлиц“ и се опитват да изпомпват водата. Но поради големия диаметър на смукателните маркучи помпите често излизат от строя, и тяхната работа е неефективна. Най-тежко е положението към 17:00 на 1 юни – според сметките корабтт е поел 5329 т вода. Газенето съставлява 14 м при носа и 7,4 по кърмата при крен на левия борд от 8°. В 18:00 за изравняване на крена са наводнени кърмовите кренови цистерни по десния борд, което води до поява на крен от 8° по десния борд.
Сутринта на 2 юни 1916 г. „Зайдлиц“ достига плаващия маяк във външната част на залива Яде, а в 4:25 на 3 юни пуска котва пред входния фарватер на Вилхелмсхафен. Тук са евакуирани ранените и са свалени на брега телата на убитите. Независимо от получените в боя тежки повреди и поемането на около 5300 т вода (21,2% от водоизместимостта), благодарение на безпримерна 57-часова борба за живучест от екипажа, под ръководството на командира Егиди и командира на дивизиона за живучест корветен-капитан (капитан 3-ти ранг) Алвенслебен, корабът остава на вода и се добира до базата.
Газенето на „Зайдлиц“ не му позволява да премине през шлюзовете, за това се налага да се демонтират оръдията и част от бронята на носовата кула. На 6 юни крайцерът преминава през южните врати на третия шлюз (на немски: Wilhelmshaven 3. Einfahrt), с дълбочина 13,7 м. Но газенето на крайцера не позволява да се премине през изхода на шлюза, с дълбочина 10,4 м. За това на намиращия се в шлюза „Зайдлиц“ е проведен временен ремонт и са демонтирани оръдията на лявата бордова кула. На 13 юни крайцерът преминава през изхода на шлюза и влиза в плаващ док за основен ремонт. Ремонтът на „Зайдлиц“ във Вилхелмсхафен продължава 107 дни – от 15 юни до 1 октомври 1916 г.

### Край на Първата световна война
Бойна готовност след ремонта „Зайдлиц“ достига през ноември 1916 г., отново ставайки флагмански кораб на 1-ва разузнавателна група. Хипер, с щаба си, се намира на борда само по време на бойните походи, тъй като в порта адмиралът се разполага на получения в негово разпореждане на 20 август 1916 г. лек крайцер „Ниобе“.
На преден план излиза неограничената подводна война за това „Зайдлиц“ основно се занимава с прикритието на излизанията и връщанията на подводните лодки. Така на 4 – 5 ноември съединение в състав 1-ва разузнавателна група, линкорите „Рейнланд“ и „Насау“ и 3-та ескадра линкори, включая „Байерн“, в района на Бовиеборг се опитва да свали заседналите на плитчини подводни лодки U-20 и U-30. Свалена е само U-30. При това британската подводна лодка J-1 провежда торпедна атака по корабите на съединението. По едно торпедно попадение получават „Кронпринц“ и „Гросер Курфюрст“.
На 26 октомври 1917 г. Хипер пренася своя флаг на новия линеен крайцер „Хинденбург“. На 23 април 1918 г. „Зайдлиц“ участва в последния поход на Флота на откритото море. Флотът достига ширините на Берген в Норвегия, но британски сили не са открити. Поради сериозна повреда в турбините на „Молтке“ операцията е прекратена. На 30 юли/1 август 1918 крайцерът подсигурява излизането на група подводни лодки на „маршрут 500“.

### Интерниране и потопяване на Флота на откритото море
Според условията на примирието на интерниране подлежат 16 тежки кораба, 8 леки крайцера и 50 миноносеца от Флота на откритото море. В техно число влиза и „Зайдлиц“, който отплава от Вилхелмсхафен на 19 ноември заедно с Флота под общото командване на контраадмирал Ройтер. В Скапа Флоу корабите пристигат на 24 ноември. Командващ на 1-ва разузнавателна група става старши началник на цялото съединение и се намира на „Фридрих дер Гросе“, а командирът на „Зайдлиц“, Тагерт, става старши сред командирите на корабите.
На 21 юни 1919 г., заедно с другите кораби „Зайдлиц“ е потопен от собствения си екипаж в Скапа Флоу южно от остров Кава. Независимо от опитите на англичаните да го вземат на абордаж, за да попречат на потопяването, той потъва в 13:50 и ляга с десния борд на грунта, на дълбочина 20 м. Неговият корпус стърчи над повърхността на залива – даже в прилив над водата се извисяват 8 м от корпуса.
През май 1926 г. компанията на Ърнест Франк Кокс започва изваждането на „Зайдлиц“. До декември 1926 г. се провежда херметизация на корпуса – поставени са 93 м² кръпки и тапи. Към февруари 1927 г. посредством помпане на въздух е осушена кърмовата част на крайцера, а към юни 1927 и останалите отсеци. Първият опит за подем е предприет на 20 юни 1927 г. При продухването с въздух „Зайдлиц“ поизплува, но след това се преобръща с кила нагоре и отново потъва с крен от 48°, подпирайки се на мачтите, надстройките и кулите в тинята. Към септември 1927 г. са срязани мачтите и надстройките. В началото на октомври са предприети нови опити за подем на кораба. Но крайцерът се държи много неустойчиво, преобръщайки се от борд на борд с крен до 40 – 50°. Крайцерът няколко пъти е издиган и пускан отново, докато на 2 ноември 1927 г. не е изваден с крен от 8°. Частично е разкомплектован в Лайнесе и през май 1928 г. е отбуксиран в Розайт. Там е окончателно разкомплектован за метал към 1930 г.

## Памет за кораба
Корабната камбана на крайцера „Зайдлиц“ е в експозицията на военноморския мемориал в Лабьо – комуна, разположена недалеч от Кил, в Германия, в провинцията Шлезвиг-Холщайн.
Стволът на демонтираното повредено в Ютландското сражение 280-мм дясно оръдие на лявата бордова кула се намира във Военноморския музей във Вилхелмсхафен (Deutsches Marinemuseum), във Вилхелмсхафен.
В немския флот името „Зайдлиц“ носи и недостроеният тежък крайцер от типа „Адмирал Хипер“. Той е заложен на 29 декември 1936 г. в корабостроителницата DeSchiMAG в Бремен и на 19 януари 1939 г. е спуснат на вода. През 1942 г. е решено да се дострои като самолетоносач. Преоборудването не е завършено. В края на Втората световна война е преведен в Кьонигсберг. Потопен е при отстъплението на немските войски на 29 януари 1945 г. Изваден е от аварийно-спасителната служба на Юго-Балтийския флот през 1946 г., отбуксиран е в Ленинград и впоследствие е разкомплектован за метал.

## Оценка на проекта
„Зайдлиц“ е последващо развитие на крайцерите от типа „Молтке“ и има същата скорост и по-добро брониране за сметка на увеличаване на нормалната водоизместимост с 2000 т. Неговата защита се оценява много високо, и независимо от това, че един от инженерите на корабостроителницата продава чертежите на англичаните и те научават всички подробности на проекта, те не отдават значение на това. Благодарение на високата си непотопимост „Зайдлиц“ след тежките повреди, получени в Ютландското сражение, успява да се върне в базата.
Заедно с това негативно се оценява артилерията на „Зайдлиц“. Поставените на предходния тип „Молтке“ 280-мм оръдия за сметка на по-голямата начална скорост и по-доброто качество на снарядите може да се приравняват към 305-мм оръдия на британските „Инвинсибъл“ и „Индомитейбъл“. „Зайдлиц“ съхранява същия калибър – 280-мм, но последващият тип британски линейни крайцери – „Лайън“ – е въоръжен със значително по-мощните 343-мм оръдия. Освен това на „Лайъните“ дебелината на броневия пояс е доведена до 229 мм, и 280-мм калибър на оръдията на „Зайдлиц“ вече не е достатъчен за нейното сигурно пробиване.
Благодарение на това че линейните крайцери от тип „Лайън“ имат по-голяма скорост на хода, в сраженията на Първата световна войны те могат да настигнат немските линейни крайцери, да изберат дистанция на боя, а при неблагоприятни за тях обстоятелства да се откъснат от своя противник.
|                                                          | „Молтке“        | „Зайдлиц“       | „Индомитейбъл“      | „Лайън“         |
| -------------------------------------------------------- | --------------- | --------------- | ------------------- | --------------- |
| Година на залагане/влизане в строй                       | 1908/1911       | 1911/1913       | 1909/1911           | 1909/1912       |
| Размери                                                  | 186,6×29,4×9,2  | 200×28,5×9,09   | 179,8×24,4×8,1      | 213,4×27×8,4    |
| Водоизместимост, т, нормална (пълна)                     | 22 979 (25 400) | 24 988 (28 550) | 18 470 (22 080)     | 26 270 (29 680) |
| Разчетна скорост на хода, въз. номинална мощност, к.с.   | 25,5 52 000     | 26,5 63 000     | 25 44 000           | 27 70 000       |
| Скорост на хода максимална, въз. форсирана мощност, к.с. | 28,4 85 782     | 28,1 89 738     | 26,89 55 000        | 28,06 96 240    |
| Котли                                                    | 24              | 27              | 32                  | 42              |
| Далечина на хода (на възела)                             | 4120 (14)       | 4200 (14)       | 6970 (16) 5610 (10) | 4935 (16,75)    |
| Екипаж, души                                             | 1053            | 1068            | 800                 | 984             |
| Стойност, млн. рубли в злато                             | 21,3            | 22,34           | 13,43               | 20,84           |
| Дебелина на бронята, мм                                  |                 |                 |                     |                 |
| Пояс                                                     | 270             | 300             | 152                 | 229             |
| Чело на кулите                                           | 230             | 250             | 178                 | 229             |
| Барбети                                                  | 200 – 230       | 200 – 230       | 178                 | 229             |
| Рубка                                                    | 350             | 300             | 254                 | 254             |
| Палуба                                                   | 50              | 80              | 65                  | 65              |
| Въоръжение (ГК)                                          |                 |                 |                     |                 |
| Брой                                                     | 5×2×280-мм      | 5×2×280-мм      | 4×2×305-мм          | 4×2×343-мм      |
| Скорострелност, изстрела/минута                          | 3               | 3               | 1,5                 | 1,5 – 2         |
| Маса на бронебойния снаряд, кг                           | 302             | 302             | 390                 | 567             |
| Начална скорост, м/с                                     | 880             | 880             | 831                 | 787             |
| Максимална далечина на стрелба, м                        | 18 100(13,5°)   | 18 100(13,5°)   | 17 236(13,5°)       | 21 780(20°)     |

## Коментари
1. ↑  Акронимът „SMS“ – е от на немски: Seiner Majestat Schiff – Кораб на Негово Величество.
2. ↑  В официалната немска класификация от онова време няма понятието „линеен крайцер“ (на немски: Schlachtkreuzer), и те, заедно с броненосните крайцери са класифицирани като „голям крайцер“ (на немски: Großer Kreuzer).
3. ↑  Според класификацията от този период в германския флот броненосните и линейните крайцери се отнасят към големите крайцери. Според британската класификация от 1912 г. немските големи крайцери до „Блюхер“ се отнасят към броненосните крайцери, а започвайки от „Фон дер Тан“ – към линейните крайцери.
4. ↑  Крайцерите, допълващи флота до 20, при залагането си получават буквени индекси. Така „Зайдлиц“, като 19-ти, получава индекса „J“, а следващият след него, като 20-ти „Дерфлингер“ – индекса „K“. След „Дерфлингер“, за да не се превиши бройката 20, всички последващи крайцери трябва да влизат в строй към смяната на вече наличен кораб. За това при залагането си те получават имената „Ерзац“ (от немското „замяна“) + „Името на заменяемия кораб“. Така например следващият след „Дерфлингер“ „Лютцов“ получава при залагането си името „Ерзац Кайзерин Аугуста“, тъй като влиза в строй вместо крайцера „Кайзерин Аугуста“.
5. ↑  Данни според Гренер; при Мужеников погрешно се казва, че винтовете са четирилопастни.
6. ↑  Максималната скорост на руските дредноути е 23 възела, което е с няколко възела повече, отколкото на немските (при най-бързоходните линкори от типа „Кьониг“ – 21 възела). Очевидно за това за тяхно противодействие са отделени немските линейни крайцери с максимална скорост около 27 възела.
7. ↑  Според Стаф на 23 – 24 май.
8. ↑  Това става едва към 19:47.
9. ↑  Залезът на слънцето е в 20:19, тъмнината настъпва около 21:00.
10. ↑  16 – 18 оръдия от 36.